# Pseudocoremia
Pseudocoremia is een geslacht van vlinders van de familie spanners (Geometridae), uit de onderfamilie Ennominae.

## Soorten
- P. adusta Philpott, 1930
- P. albafasciata Philpott, 1915
- P. ampla Hudson, 1928
- P. argentaria Philpott, 1913
- P. aristarcha Meyrick, 1892
- P. berylia Howes, 1943
- P. campbelli Philpott, 1927
- P. cineracia Howes, 1942
- P. colpogramma Meyrick, 1936
- P. christiani Holloway, 1977
- P. fascialata Philpott, 1903
- P. fenerata Felder & Rogenhofer, 1875
- P. flava Warren, 1896
- P. fluminea Philpott, 1926
- P. indistincta Butler, 1877
- P. insignita Philpott, 1930
- P. lactiflua Meyrick, 1912
- P. leucelaea Meyrick, 1909
- P. lupinata Felder & Rogenhofer, 1874
- P. lutea Philpott, 1914
- P. maculosa Howes, 1914
- P. melinata Felder & Rogenhofer, 1874

- P. modica Philpott, 1921
- P. monacha Hudson, 1938
- P. ochrea Howes, 1911
- P. ombrodes Meyrick, 1902
- P. pergrata Philpott, 1930
- P. productata Walker, 1862
- P. prototoxa Meyrick, 1919
- P. rudisata Walker, 1862
- P. suavis Butler, 1879
- P. terrena Philpott, 1915